# 2006 en Côte d'Ivoire
Cet article présente les faits marquants de l'année 2006 en Côte d'Ivoire.

## Évènements

### Février
- 28 février : ouverture à Yamoussoukro, la capitale officielle, d'un sommet extraordinaire réunissant tous les protagonistes de la crise ivoirienne — il s'agit de la première rencontre en terre ivoirienne des principaux dirigeants depuis le début de la guerre civile, en septembre 2002 — en présence du président de la République, Laurent Gbagbo, du Premier ministre, Charles Konan Banny, du chef des rebelles, Guillaume Soro, et des dirigeants des deux principaux partis d'opposition, l'ex-Premier ministre Alassane Ouattara et l'ancien chef de l'État Henri Konan Bédié[1].